# Russisch Monument (Bergen)

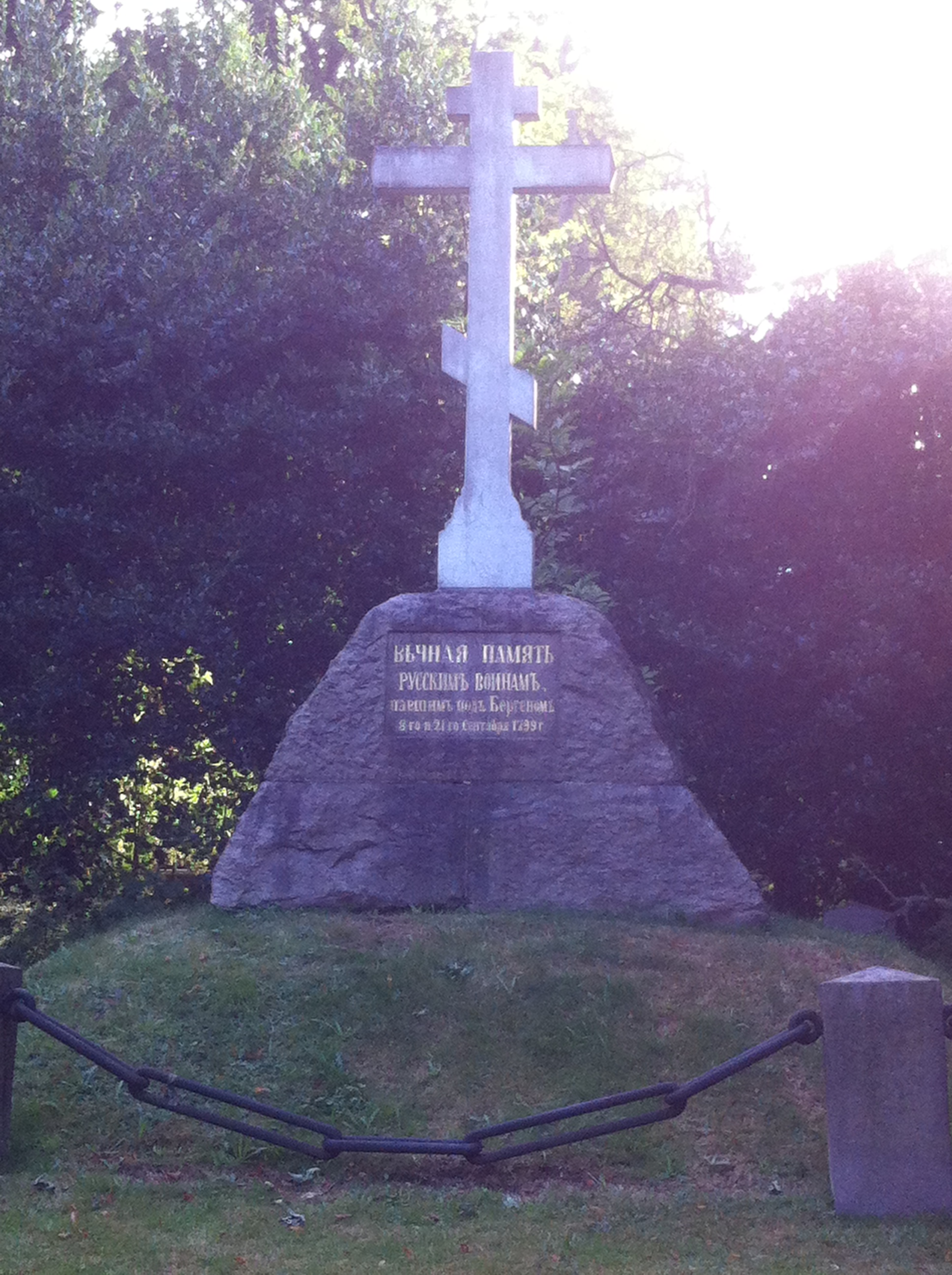
Het Russisch monument in 2014

Het Russisch monument, in de volksmond Russenmonument of Kozakkenmonument genoemd, is een monument uit 1901 in de Noord-Hollandse plaats Bergen ter herinnering aan de naar schatting 1785 Russische militairen die sneuvelden tijdens de Slag bij Bergen in 1799.
Het Russisch monument staat aan de Russenweg, op de hoek met de Notweg, aan de weg van Schoorl naar Bergen. Het werd op 6 november 1901 geschonken aan het tsaristische Rusland door jonkvrouw Wilhelmina Jacoba Van Reenen-Rendorp op initiatief van de Russisch militaire attaché. 
Het monument bestaat uit een voetstuk van drie rotsblokken van grijsrood Zweeds graniet waarop een Russisch kruis van wit carraramarmer staat. Het bevindt zich op een klein verheven terrein dat de vorm heeft van een grafheuvel en omgeven is door zes vierkante granieten palen met elkaar verbonden door zware bronzen schalmkettingen. In vergulde Cyrillische letters staat op het monument te lezen: "Ter eeuwige gedachtenis aan de Russische krijgers gevallen bij Bergen op de 8e en 21e september van het jaar 1799."
Rondom dit monument liggen circa 560 gesneuvelden begraven. In het huidige Bergen aan Zee liggen onder het Russenduin, een kolossale grafheuvel waarop nu Huize Glory staat, nog eens circa 600 Russische soldaten begraven.

## Geschiedenis
Tijdens de Tweede Coalitieoorlog tegen het revolutionaire Frankrijk kwam het in 1799 tot een veldslag bij Bergen. Een leger bestaande uit Britse en Russische soldaten viel het gebied van de huidige provincie Noord-Holland binnen. Bij Bergen werden deze geallieerden verslagen door Frans-Bataafse troepen. Ook het treffen dat onder de naam Slag bij Alkmaar (2 oktober 1799) de geschiedenis is in gegaan, vond grotendeels plaats bij Bergen.
Onderzoek naar de slag en de slachtoffers begon pas in 1900-1901 door de Russische militaire attaché in Nederland, kolonel E. von Müller. Daardoor werd op 30 september 1901 dit ereteken voor de gevallen soldaten plechtig onthuld in het bijzijn van buitenlandse autoriteiten.
Op 12 september 2009, ter gelegenheid van het 210-jarige jubileum van de veldslag, werd een herdenkingsceremonie bij het monument gehouden, in aanwezigheid van Russische, Franse, Britse en Nederlandse hoogwaardigheidsbekleders. De Franse defensieattaché in Nederland legde een krans bij het monument.
Over de invasie van Britten en Russen in 1799 verscheen in november 2021 een boek, geschreven door Rob Latten, John Grooteman en Rob Janssen.